# سهام البرغوثي
سهام محمد عبد السلام البرغوثي فلسطينية شغلت منصب وزيرة وزارة الثقافة الفلسطينية ضمن حكومتي سلام فياض الثانية والثالثة في الفترة منذ 19 مايو 2009 وحتى 6 يونيو 2013.

## سيرتها
سهام برغوثي من مواليد الخليل في العام 1948. حصلت على شهادة البكالوريوس في تخصص التجارة، قسم المحاسبة، من جامعة الإسكندرية  في مصر عام 1970، التحقت في صفوف الجبهة الديمقراطية لتحرير فلسطين في العام 1975وعملت في نشاطات منظمة التحرير الفلسطينية الجماهيرية وكانت من مؤسسات أول إطار تسوي جماهيري وهو لجان العمل النسوي لدمج النساء في العمل النضالي، من المؤسسين للإتحاد الديمقراطي الفلسطيني- فدا وشغلت منصب نائب الأمين لحزب فد.